# Novembre 1871

## Événements
- 2 novembre : traité de Sumatra. Les établissements hollandais du Ghana (Goudkust) sont transférés au Royaume-Uni qui fonde la Côte de l'Or (colonie en 1874).
  - l’ouverture du canal de Suez en 1869 augmente l’intérêt du détroit de Malacca (auparavant, les navires empruntant la route du Cap empruntaient plutôt le détroit de la Sonde). Les Britanniques, présent à Singapour, laissent les Hollandais intervenir dans le sultanat d’Aceh à condition qu’ils garantissent la sécurité le long du détroit de Malacca.

- 3 novembre : la Colonie du Cap prend en charge le gouvernement du Basutoland (Lesotho actuel).

- 8 novembre (Mexique) : Revolución de La Noria. Révolte de Porfirio Díaz après son échec aux élections contre Benito Juárez.

- 11 novembre : fondation de la Tribune de la presse du Parlement de Québec.

- 13 novembre :
  - Colombie : un décret décide l'accession de la ville colombienne de Melgar, dans le département de Tolima, au statut de municipalité (municipio), à compter du 1er janvier 1882.
  - Le journaliste et explorateur britannique Sir Henry Morton Stanley, dépêché par le New York Herald, retrouve l'explorateur britannique David Livingstone à Ujiji sur la rive Est du lac Tanganyika. Lors de la rencontre demeurée célèbre, il aurait simplement prononcé sa fameuse phrase : « Dr. Livingstone, I presume », intraduisible, en dehors du contexte de l'époque et de l'éducation britannique. Les deux hommes réalisent ensemble la circumnavigation du lac Tanganyika et établissent qu’il ne communique pas avec le bassin du Nil, contrairement aux idées de John Hanning Speke.
  - John Foster McCreight devient premier ministre de Colombie-Britannique.
- Gyula Andrássy est nommé ministre des Affaires étrangères en Autriche (fin en 1879).

- 14 novembre : cabinet conservateur Lónyay en Hongrie.

- 28 novembre :
  - Cabinet libéral Adolphe Auersperg en Autriche (fin en 1879).
  - France : exécution de Louis-Nathaniel Rossel, le seul officier rallié à la Commune de Paris, ancien Ministre délégué à la Guerre.

- 30 novembre, France : Gaston Crémieux, chef modéré de la Commune de Marseille est fusillé à 7 heures du matin, au champ de tir du Pharo. Après six mois d'emprisonnement, il est le seul des chefs insurgés à qui le gouvernement d'Adolphe Thiers a refusé la grâce.

## Naissances
- 1er novembre : Stephen Crane, né à Newark (New Jersey), écrivain américain.
- 28 novembre : Horace Richebé, peintre français.

## Décès
- 11 novembre : William Lonsdale, géologue et paléontologue britannique.
- 28 novembre : Exécution de Louis-Nathaniel Rossel, seul officier rallié à la Commune de Paris, ancien Ministre Délégué à Guerre.
- 29 novembre : Charlemagne-Oscar Guët, peintre français.